# Zhaozhou, Daqing
Zhaozhou, tidigare stavat Chaochow, är ett härad som lyder under Daqings stad på prefekturnivå i Heilongjiang-provinsen i nordöstra Kina.